# Quentin Braat
Quentin Braat (Fontainebleau, 6 de julio de 1997), más conocido como Quentin Braat, es un futbolista francés que juega de portero en el Rodez Aveyron Football de la Ligue 2. Ha sido internacional con la selección de fútbol sub-20 de Francia.

## Trayectoria
Se formó en las categorías inferiores del Football Club de Nantes y llegó a formar parte de la plantilla del F. C. Nantes "II" y el primer equipo. En la temporada 2019-20 fue cedido al Chamois Niortais Football Club en el último año de su contrato. Se quedó dos más en el mismo equipo una vez este expiró.
El 3 de julio de 2022 se hizo oficial su fichaje por el Real Oviedo de España por tres temporadas. En ese periodo de tiempo disputó 31 partidos, la mayoría en su primer año. En los dos siguientes fue suplente habitual y en la última campaña, que terminó con un ascenso, solo tuvo oportunidad de jugar dos encuentros.
El 24 de junio de 2025 fichó por el Rodez Aveyron Football de Francia por tres temporadas.

## Selección nacional
Ha sido internacional con la selección de fútbol sub-19 de Francia y sub-20.

## Clubes
| Club                            | País    | Año             |
| ------------------------------- | ------- | --------------- |
| F. C. Nantes "II"               | Francia | 2015-2020       |
| Chamois Niortais F. C. (cedido) | Francia | 2019-2020       |
| Chamois Niortais F. C.          | Francia | 2020-2022       |
| Real Oviedo                     | España  | 2022-2025       |
| Rodez Aveyron Football          | Francia | 2025-actualidad |

## Palmarés

### Títulos internacionales
| Título                               | Club (*)       | País     | Año  |
| ------------------------------------ | -------------- | -------- | ---- |
| Campeonato Europeo de la UEFA Sub-19 | Francia sub-19 | Alemania | 2016 |

(*) Incluyendo la selección.